# Asprovalta

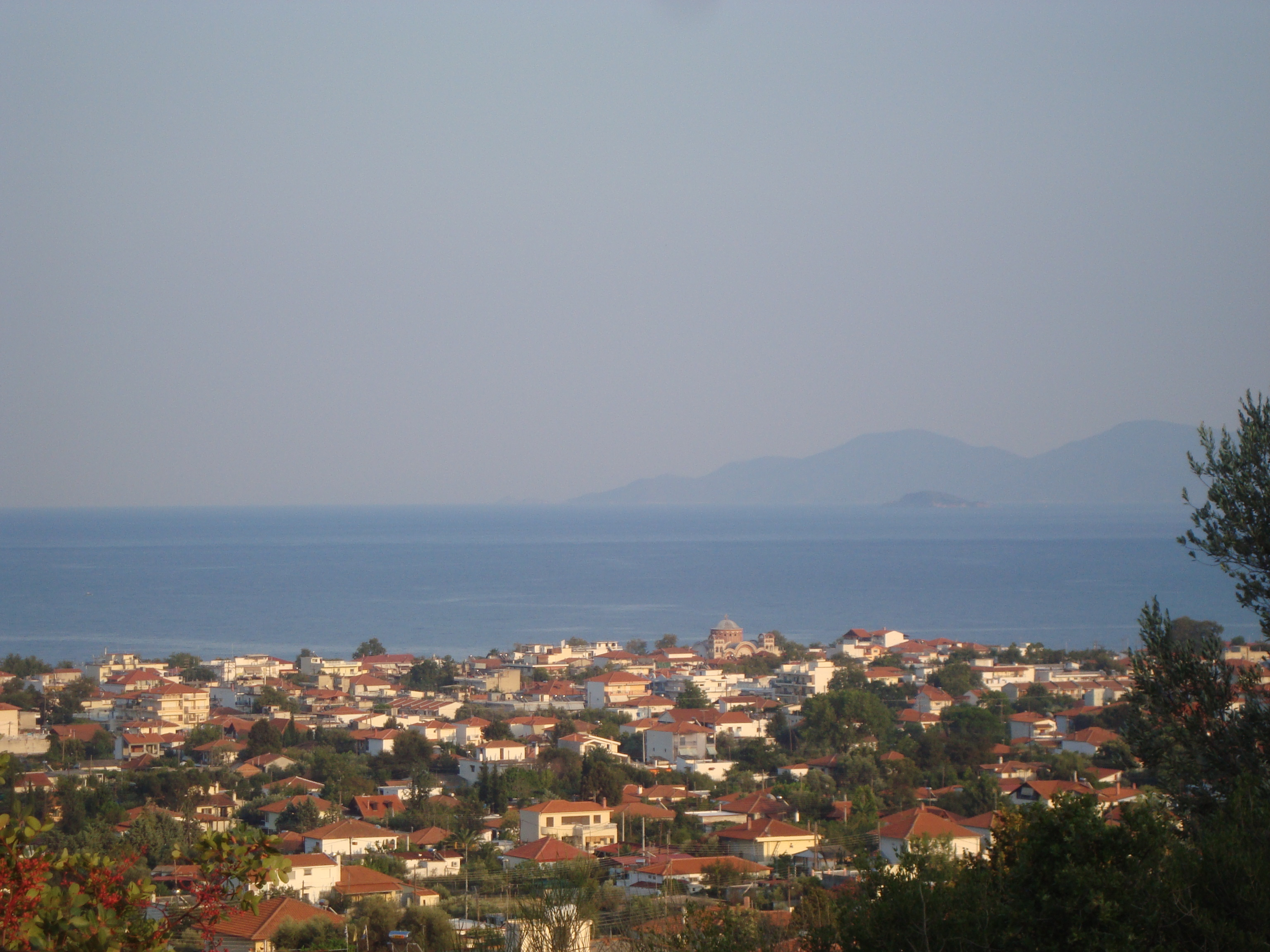
Asprovalta (2009)

Asprovalta (griechisch Ασπροβάλτα (f. sg.)) ist ein Stadtbezirk der Gemeinde Volvi am Strymonischen Golf im äußersten Osten des Regionalbezirks Thessaloniki. Als größtes Ferienzentrum Makedoniens hat Asprovalta einen hohen Bekanntheitsgrad erlangt. Asprovalta liegt unmittelbar an der Autobahn 2 sowie an der Nationalstraße 2, deren Streckenführung hier der antiken Via Egnatia entspricht.
Bis Juni 2010 war Asprovalta Verwaltungssitz der Gemeinde Agios Georgios. Nach der im Mai 2010 unter dem Namen Kallikratis-Plan beschlossenen Gemeinde- und Verwaltungsreform verlor Asprovalta den Verwaltungssitz. Es wurde der neu geschaffenen Gemeinde Volvi unterstellt; deren Verwaltungssitz ist der 8 km westlich von Asprovalta gelegene Ort Stavros.
Nach der letzten Volkszählung von 2011 hat Asprovalta knapp 3000 Einwohner, wobei die Zahl in den Sommermonaten, bedingt durch die vielen Ferienhausbesitzer, um ein Vielfaches ansteigt.
Asprovalta verfügt über mehr als 10 km Küste und liegt am Fuß des Berges Kerdylio, der innerhalb der Ortsgrenze eine Höhe von über 1080 Metern erreicht.
Die Einwohner von Asprovalta stammen zum größten Teil aus Kleinasien und wurden 1923 im Rahmen des Bevölkerungsaustauschs infolge des Griechisch-Türkischen Krieges umgesiedelt.
Heute lebt Asprovalta fast ausschließlich vom Tourismus und dem Einzelhandel.